# Jean de Bonald
Pour les articles homonymes, voir Jean de Bonald (évêque de Maguelone) et Bonald (homonymie).
Jean de Bonald (latin : Johannes Bonaldi),  mort en 1504,  est un prélat français du XVe siècle et du début du XVIe siècle.

## Biographie
Originaire de Montignac, Jean de Bonald est chanoine, vicaire général de Bordeaux et abbé de Saint-Amand-de-Coly.
Appelé par le pape Innocent VIII, il est évêque de Bazas de 1486 à 1504. Bonald y fait paver la cathédrale en belles pierres de taille.
Il est le neveu de Pierre de Bonald.